# Roderick Thorp
Roderick Thorp Mayne, Jr. (Nova Iorque, 1º de setembro de 1936 - Oxnard, 28 de abril de 1999) foi um romancista americano, especializado principalmente em romances policiais. Ainda um jovem universitário na pós-graduação, Thorp trabalhou em um uma agência de detetives cujo pai era proprietário. Mais tarde viria a lecionar literatura e palestrar criação literária em escolas e universidades de Nova Jersey e da Califórnia, tendo também escrito artigos para jornais e revistas.
Dois de seus romances mais conhecidos foram adaptados para filmes populares: seu romance de 1966, O Detetive, transformado em filme homônimo, estrelado por Frank Sinatra no papel do detetive Joe Leland, e em 1979 sua sequência de O Detetive, Nothing Lasts Forever, filmado em 1988 sob o título Duro de Matar, estrelado por Bruce Willis como John McClane. Embora a primeira versão de Duro de Matar fosse relativamente fiel ao romance Nothing Lasts Forever, este não foi feito como sequência cinematográfica de O Detetive. Dois outros romances de Thorp, Rainbow Drive e Devlin, foram adaptados para telefilme. 
Thorp morreu de um ataque cardíaco em Oxnard, Califórnia.

## Romances
- Na Floresta (1961)
- The Detective(1966)
- Dionísio (1969)
- A Música de suas risadas: Um Álbum americano (1970)
- Esposas: uma investigação (1971)
- Escravos (1973)
- O Círculo do Amor (1974)
- Westfield (1977)
- Nothing Lasts Forever (1979) (reeditado como Duro de Matar)
- Jenny e Barnum: A Novela do Amor (1981)
- Rainbow Drive (1986)
- Devlin (1988)
- River: O romance dos assassinatos de Green River (1995)

## Filmografia
- The Detective (1968) (Romance)
- Duro de Matar (1988) (Romance)
- Duro de Matar 2 (1990) (Alguns personagens do original)
- Rainbow Drive (1990) (Livro)
- Devlin (1992) (Livro)
- Deep Down (1994) (Elenco)
- Duro de Matar - A Vingança (1995) (Alguns personagens do original)
- Duro de Matar 4.0 (2007) (Alguns personagens do original)
- Duro de Matar 5 (Alguns personagens do original)